# 柏拉奇一世
教宗貝拉一世（拉丁語：Pelagius PP. I；？—561年）原名不詳，於556年4月16日至561年3月4日在位為教宗。

## 譯名列表
- 一世：梵蒂冈广播电台作。
- 一世：來自香港天主教教區檔案　歷任教宗。
- 貝拉基一世：來自大英簡明百科知識庫[永久]與[永久]、[永久]，大英百科全書線上繁體中文版。
- 贝拉基一世：來自《世界人名翻譯大辭典》1993年版。